# Clara Morgane

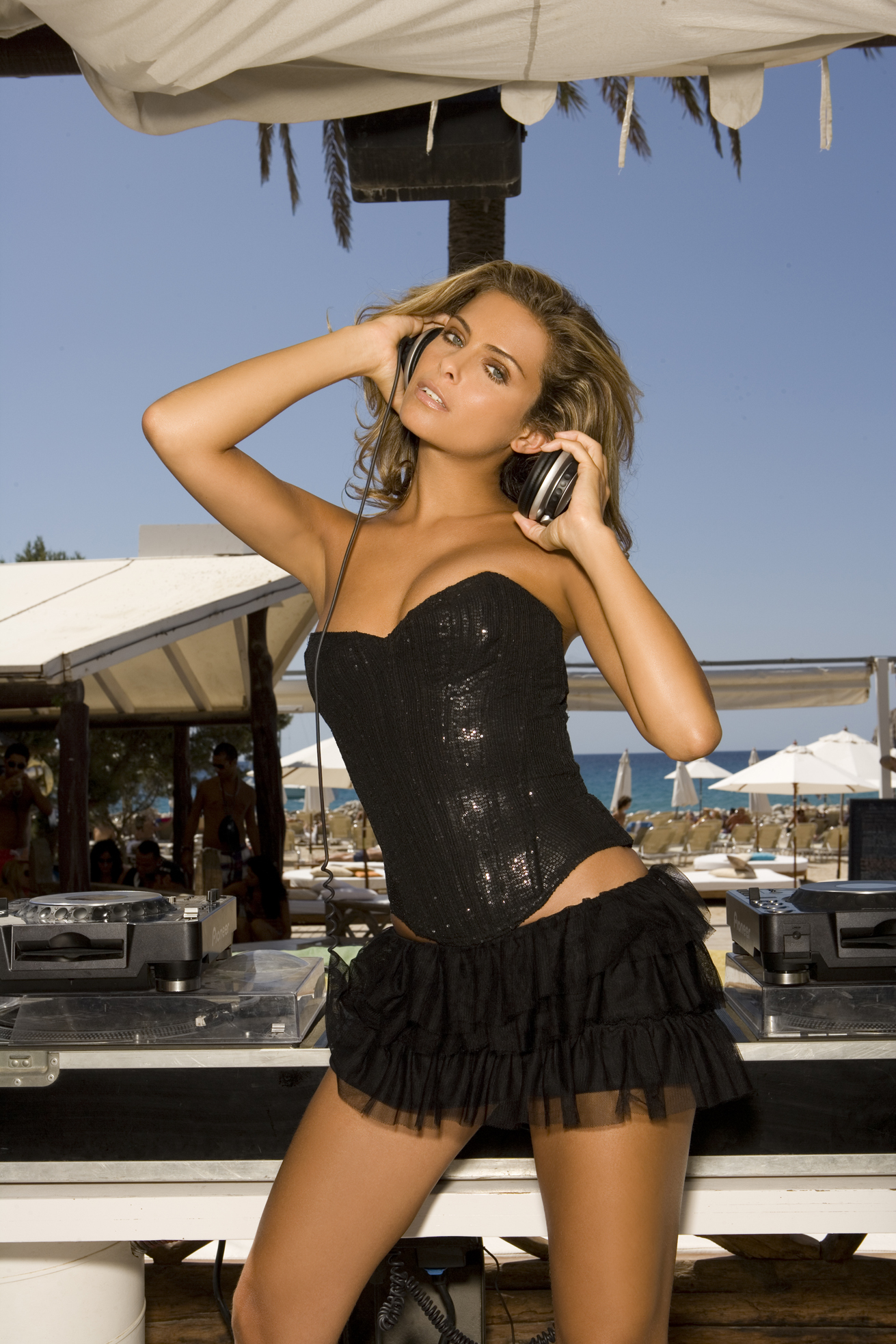
Clara Morgane (2007)

Clara Morgane (* 25. Januar 1981 in Marseille als Emmanuelle Aurélie Munos) ist eine französische Sängerin und ehemalige Pornodarstellerin.

## Biografie
Ihre Karriere begann sie im Alter von zwölf Jahren als Model bei einer Agentur. Bei einer Erotikmesse in Paris wurde sie mit 19 auf die Pornografie aufmerksam und begann, sich damit auseinanderzusetzen. Für eine Pornodarstellerin ungewöhnlich ist, dass sie eine Zeit lang nur mit einem Partner, nämlich ihrem Freund Greg Centauro, zu sehen war. Seit September 2001 ist sie Moderatorin des Journal du hard, das auf Canal+ im französischen Pay-TV zu sehen ist. Außerdem schreibt sie für einige französische Zeitungen und Magazine Sex-Ratgeber sowohl für Teenager als auch für Erwachsene. In Frankreich tritt sie häufig im staatlichen Fernsehen auf. Für viele gilt sie als eine familienfreundliche, gesellschaftlich akzeptierte Repräsentantin von Pornografie. Im Jahr 2003 schrieb sie ihre Autobiografie Sex Star.
2006 trat sie in einem Remix des Trance-Titels Beautiful Things von Andain auf, produziert von Tiësto. Ihre erste Single J’aime – entstanden in Zusammenarbeit mit Lord Kossity – wurde im März 2007 veröffentlicht, das dazugehörige Album DéCLARAtions im August des Jahres. Der Musikstil des Albums lässt sich als Mischung aus Hip-Hop, Funk und R&B beschreiben, die Texte hat sie selber geschrieben.
2019 nahm sie an der zehnten Staffel der französischen Tanzshow Danse avec les stars teil.

## Filmografie (Auswahl)
- 2001: La Collectionneuse
- 2001: Les Dessous de Clara Morgane
- 2001: Max 2
- 2001: Projet X
- 2002: Bilder der Lust (La Dernière fille)
- 2002: Clara Morgane – Der Unzucht angeklagt (La Cambrioleuse)
- 2002: Her mit den kleinen Französinnen, aber sofort (Le Journal de Pauline)
- 2002: La Candidate
- 2002: Luxure
- 2002: Zügellose Spiele  (Perverse Léa)
- 2003: Begierde im Visier  (Manuela ou L'impossible plaisir)
- 2003: La Sulfureuse
- 2003: Snowboarder
- 2003: Im Labyrinth der Lust (Laure ou Une sensuelle rencontre)

## Diskografie

### Album
- 2007: DéCLARAtions
- 2010: Nuits Blanches

### Singles
- 2007: J’aime (Duett mit Lord Kossity)
- 2007: Sexy Girl
- 2008: Andy

## Auszeichnungen
- 2001: Hot d’Or als Meilleure Starlette Française / Best French New Starlet